# Общество немецкого языка
Общество немецкого языка (нем. Gesellschaft für deutsche Sprache, GfdS) — со штаб-квартирой в Висбадене, одно из наиболее важных германских, финансируемых правительством, языковых обществ. Повторно основанное вскоре после Второй мировой войны в 1947 году, GfdS является политически независимым и называет себя преемником общества Allgemeiner Deutscher Sprachverein (ADSV), основанного в 1885.
Целью общества является исследование и поддержка немецкого языка; критическая оценка текущих изменений немецкого языка и рекомендации относительно его использования.
Председатель общества — лингвист, профессор Магдебургского университета Армин Буркхардт.